# Katala 224
Katala 224, aussi appelée Modèles de Réussites Katala 224, est une cérémonie qui reconnait et récompense des hommes et des femmes au parcours exceptionnel dans divers secteurs d’activité. Elle ambitionne de mettre en lumière ceux qui œuvrent pour la promotion de l'entrepreneuriat, dans le but d’inspirer les générations futures. 

## Historique

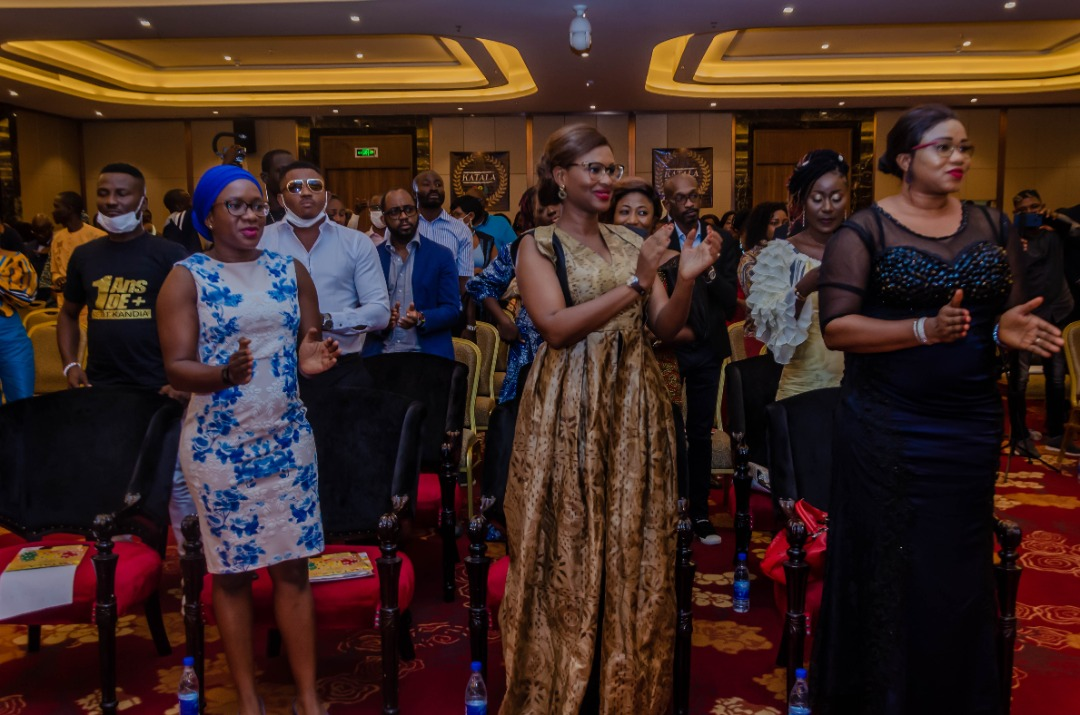

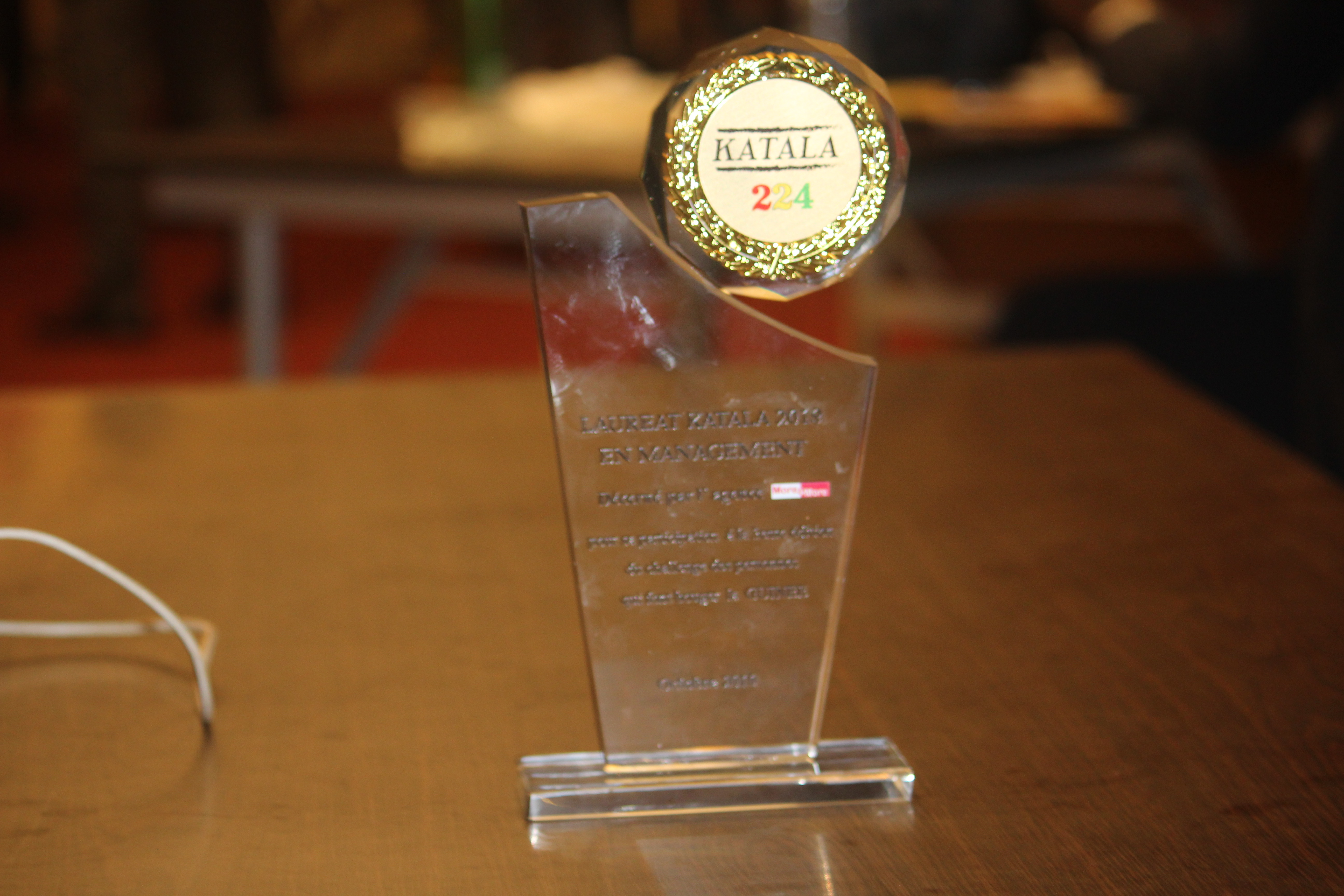
Trophée katala 224

Katala 224 est organisée annuellement depuis 2017 par More & More, une agence de communication institutionnelle et événementielle,,. katala est un mot soussou qui signifie en Guinée « une personne qui se bat » ou « un travailleur courageux ». 
Cette cérémonie de remise de trophée met un accent particulier sur ceux qui créent massivement des emplois, certains dans la construction citoyenne, d'autres la réussite dans le business, ou encore dans la vente de l’image d’une Afrique qui mûrit. En 2021, le secteur management a été retiré des lauréats.
Les 6eme et 7eme éditions de KATALA, se sont tenues pour la première fois hors de la Guinée, respectivement à Dakar au Sénégal et à Abidjan en Côte d'Ivoire,.
En 2024, lors de la 8eme édition, elle a ajouter des modèles de réussite des pays membres de la CEDEAO dénommé « KATALA CEDEAO ».

## Reconnaissances

### 2017
La première édition s'est tenue le 4 novembre 2017 à Conakry en présence de hautes personnalités de l’État telles que le porte-parole du gouvernement et le ministre de la communication.
| N° | Portrait | Lauréat                | Structure                                       | Catégorie              |
| 1  |          | Mohamed Yiremba Sidibe | DG de BCEIP                                     | management             |
| 2  |          | Bakary Diaby           | PDG de SOGUIBEC                                 | secteur privé          |
| 3  |          | Sory Doumbouya         | PDG du Groupe International Djoliba             | secteur investissement |
| 4  |          | Lamine Cisse           | DG de l’ANAIM                                   | secteur public         |
| 5  |          | Fanta Kone Anta Kone   | Assistante consulaire à l’ambassade de Malaisie | entreprise             |
| 6  |          | Fatoumata Diaby        | Restauratrice                                   | secteur informel       |
| 8  |          | Xavier Curtis          | Peintre                                         | secteur culturel       |

### 2018
La remise des trophées de la seconde édition des Katala 224 est organisée le 13 octobre 2018 à Conakry en présence de plusieurs ministres.

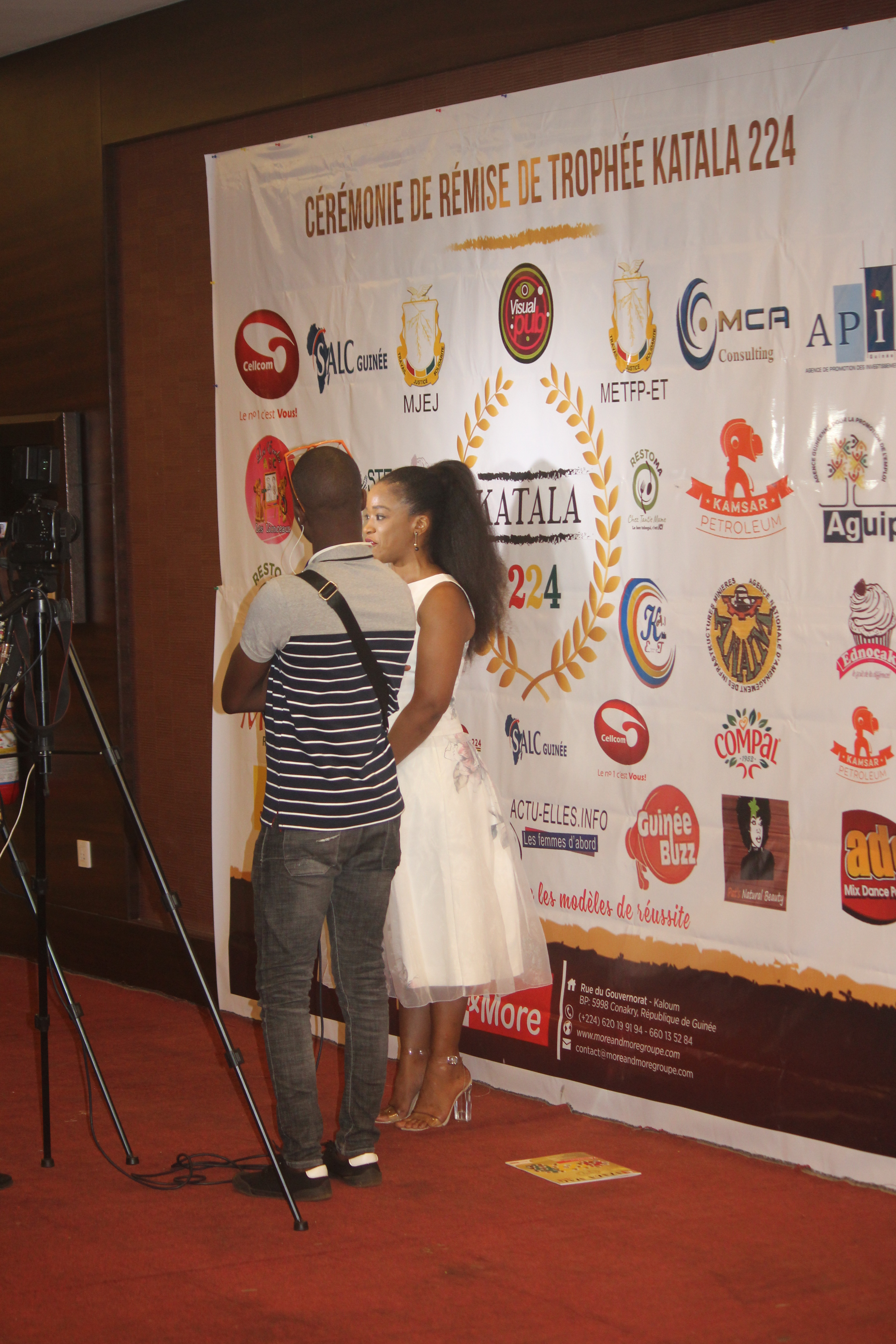
Interview d'une lauréate Fatou Diarra

| N° | Portrait | Lauréat               | Structure                     | Catégorie              |
| 1  |          | Camara Alkhaly        | PDG de visual pub usarl       | management             |
| 2  |          | Aliou Dieng,          | PDG EASY SERVICES             | secteur privé          |
| 3  |          | Camara Alkhaly        | PDG de visual pub usarl       | secteur investissement |
| 4  |          | Mohamed Lamine Diallo | Directeur Général de la poste | secteur public         |
| 5  |          | Lansana Youla         | Vivo Energy Guinée            | entreprise             |
| 6  |          | Madeleine Kolié       | Vendeuse de feuilles          | secteur informel       |
| 8  |          | Mamadou Thug          | Comédien                      | secteur culturel       |

### 2019
La remise des trophées de la troisième édition des Katala 224 est organisée le 19 octobre 2019 à l'Hôtel Sheraton Grand Conakry en présence de plusieurs personnalités de la Guinée.
| N° | Portrait | Lauréat           | Structure                                                                 | Catégorie              |
| 1  |          | Mohamed Kleit     | DAF SONIT PÊCHE                                                           | management             |
| 2  |          | Fatou Diara       | DG Paycard                                                                | secteur privé          |
| 3  |          | N’Faly Mara       | Fondateur Écoles Tita Camara & Mohamed VI                                 | secteur investissement |
| 4  |          | Malick Sankhon    | Directeur général de la caisse nationale de la Sécurité Sociale de Guinée | secteur public         |
| 5  |          | Foromo Guilavogui | DAF Plan Guinée                                                           | entreprise             |
| 6  |          | Hawa Saidou       | Restauratrice                                                             | secteur informel       |
| 7  |          | Mountaga keita    | Directeur général Tulip industries                                        | Secteur Innovation     |
| 8  |          | Aya Diawara       | Journaliste RTG                                                           | secteur culturel       |

### 2021
La remise des trophées de la cinquième édition des Katala 224 est organisée le 20 novembre 2021 à l'Hôtel Kaloum en présence de plusieurs personnalités de la Guinée.
| N° | Portrait | Lauréat                   | Structure                                                                        | Catégorie          |
| 1  |          | Elhadj Boubacar Dansoko   | Directeur général d'ENTRAEL                                                      | management         |
| 2  |          | Marie Madelaine Koundouno | Directeur général d'EMMK Sarl                                                    | secteur privé      |
| 3  |          | Alpha Oumar Condé         | Chef de division recrutement-formation et insertion socioprofessionnelle (ASCAD) | secteur public     |
| 4  |          | Esther Koly Zoumanigui    | Gérante station Total sans-fil de Kaloum                                         | entreprise         |
| 5  |          | Bountouraby Soumah        | Gérante Lavage Auto Kagbélen                                                     | secteur informel   |
| 6  |          | Ibrahima Mangué Camara    | Secrétaire général de Youth to Youth Mouvement                                   | Secteur Innovation |
| 7  |          | Ansoumane Djessira Condé  | Directeur des Programmes de la RTG                                               | secteur culturel   |

### 2022
La remise des trophées de la sixième édition des Katala 224 est organisée le 5 novembre 2022 au Novotel de Dakar et la cérémonie a pris fin par la remise des prix aux sept lauréats qui sont:
| N° | Portrait | Lauréat                 | Structure                                                                             | Catégorie          |
| 1  |          | Sory Doumbouya          | DG West Energie                                                                       | management         |
| 2  |          | Henry Topka Lamah       | DG Sigui Sarl                                                                         | secteur privé      |
| 3  |          | Fatou Tall              | Première secrétaire chargée des affaires sociales de l'ambassade de Guinée au Sénégal | secteur public     |
| 4  |          | Fatoumata Binta Diallo  | Présidente des élèves, étudiants et stagiaires de la Guinée au Sénégal                | Sociale            |
| 5  |          | Fatoumata Camara (TATA) | Restauratrice                                                                         | secteur informel   |
| 6  |          | Mohamed Touré           | DG Ken Business                                                                       | Secteur Innovation |
| 7  |          | Thierno Hamidou Bah     | Ecrivain                                                                              | secteur culturel   |

### 2023
La remise des trophées de la septième édition des Katala 224 est organisée le 28 octobre 2023 à l'Ivotel d'Adidjan et la cérémonie a pris fin par la remise des prix aux sept lauréats qui sont:
| N° | Portrait | Lauréat                   | Structure                                                                                     | Catégorie        |
| 1  |          | Abraham Moricandian Condé | Responsable des programmes de formation en leadership pour Nestlé en Asie, Océanie et Afrique | management       |
| 2  |          | Awaba Kaba                | CEO K'AWABA Consulting                                                                        | secteur privé    |
| 3  |          | Sekou Kaba                | Président du haut conseil des guinéens de l'extérieur, section Côte d'Ivoire                  | secteur public   |
| 4  |          | Mamadou Bassirou Baldé    | Chef service CELPAID de l’agence de Koumassi                                                  | entreprise       |
| 5  |          | Serima Doumbia            | commerçante                                                                                   | secteur informel |
| 6  |          | Mamadou Lamine Diallo     | Entrepreneur                                                                                  | Secteur sociale  |
| 7  |          | Khadija Traoré            | Artiste danseuse folklorique                                                                  | secteur culturel |

## Standes
La troisième édition a connu une innovation avec l'installation de deux espaces photographiques.
- Espace Katala

- Tapis Rouge Wikimedia Guinée